# Schlierbach, Kirchdorf an der Krems
Schlierbach là một đô thị ở huyện Kirchdorf an der Krems bang Oberösterreich, nước Áo. Đô thị này có diện tích 18,4 km², dân số thời điểm ngày 31 tháng 12 năm 2005 là 2743 người.